# Lijst van voetbalinterlands Libië - Togo
Deze lijst van voetbalinterlands is een overzicht van alle officiële voetbalwedstrijden tussen de nationale teams van Libië en Togo. De Afrikaanse landen hebben tot op heden tien keer tegen elkaar gespeeld. De eerste wedstrijd, een vriendschappelijk duel, vond plaats op 19 november 1999 in Al Gihad. Het laatste duel, eveneens een vriendschappelijke wedstrijd, werd gespeeld in Casablanca (Marokko) op 26 maart 2024.

## Wedstrijden
| №  | Plaats     | Datum            | Competitie           | Wedstrijd    | Uitslag |
| -- | ---------- | ---------------- | -------------------- | ------------ | ------- |
| 1  | Al Gihad   | 19 november 1999 | Vriendschappelijk    | Libië − Togo | 2 − 1   |
| 2  | Benghazi   | 29 december 1999 | Vriendschappelijk    | Libië − Togo | 2 − 0   |
| 3  | Benghazi   | 23 februari 2001 | WK 2002 kwalificatie | Libië − Togo | 3 − 3   |
| 4  | Lomé       | 15 juli 2001     | WK 2002 kwalificatie | Togo − Libië | 2 − 0   |
| 5  | Lomé       | 1 september 2002 | Vriendschappelijk    | Togo − Libië | 0 − 4   |
| 6  | Misratah   | 2 september 2002 | Vriendschappelijk    | Libië − Togo | 4 − 0   |
| 7  | Lomé       | 3 juni 2012      | WK 2014 kwalificatie | Togo − Libië | 1 − 1   |
| 8  | Tripoli    | 14 juni 2013     | WK 2014 kwalificatie | Libië − Togo | 2 − 0   |
| 9  | Alexandrië | 24 maart 2017    | Vriendschappelijk    | Libië − Togo | 0 − 0   |
| 10 | Casablanca | 26 maart 2024    | Vriendschappelijk    | Togo − Libië | 1 − 1   |

## Samenvatting
| Competitie        | Totaal gespeeld | Winst Libië | Gelijk | Winst Togo | Doelsaldo Libië – Togo |
| ----------------- | --------------- | ----------- | ------ | ---------- | ---------------------- |
| WK-kwalificatie   | 4               | 1           | 2      | 1          | 6 − 6                  |
| Vriendschappelijk | 6               | 4           | 2      | 0          | 13 − 2                 |
| Totaal            | 10              | 5           | 4      | 1          | 19 − 8                 |

LFF · A-internationals · Bondscoaches · Libisch vrouwenelftal · Olympisch elftal
1960 – 1969 · 
1970 – 1979 · 
1980 – 1989 · 
1990 – 1999 · 
2000 – 2009 · 
2010 – 2019 ·
2020 − 2029
1964 · 
1965 · 
1966 · 
1967 · 
1968 · 
1969 · 
1970 · 
1971 · 
1972 · 
1973 · 
1974 · 
1975 · 
1976 · 
1977 · 
1978 · 
1979 · 
1980 · 
1981 · 
1982 · 
1983 · 
1984 · 
1985 · 
1986 · 
1987 · 
1988 · 
1989 · 
1990 · 
1991 · 
1992 · 
1993 · 
1994 · 
1995 · 
1996 · 
1997 · 
1998 · 
1999 · 
2000 · 
2001 · 
2002 · 
2003 · 
2004 · 
2005 · 
2006 · 
2007 · 
2008 · 
2009 · 
2010 · 
2011 · 
2012 · 
2013 ·
2014 ·
2015 ·
2016 ·
2017 ·
2018 ·
2019 ·
2020 ·
2021 ·
2022 ·
2023
Algerije ·
Angola ·
Argentinië ·
Bahrein ·
Benin ·
Botswana ·
Burkina Faso ·
Canada ·
Centraal-Afrikaanse Republiek ·
Comoren ·
Congo-Brazzaville ·
Congo-Kinshasa ·
Egypte ·
Equatoriaal-Guinea ·
Ethiopië ·
Gabon ·
Gambia ·
Ghana ·
Griekenland ·
Guinee ·
Indonesië ·
Irak ·
Iran ·
Ivoorkust ·
Jemen ·
Jordanië ·
Kaapverdië ·
Kameroen ·
Kazachstan ·
Kenia ·
Koeweit ·
Lesotho ·
Libanon ·
Liberia ·
Malawi ·
Maleisië ·
Mali ·
Malta ·
Marokko ·
Mauritanië ·
Mauritius ·
Mozambique ·
Myanmar ·
Namibië ·
Niger ·
Nigeria ·
Oeganda ·
Oekraïne ·
Oman ·
Palestina ·
Polen ·
Qatar ·
Rwanda ·
Sao Tomé en Principe ·
Saoedi-Arabië ·
Senegal ·
Seychellen ·
Soedan ·
Swaziland ·
Syrië ·
Tanzania ·
Thailand ·
Togo ·
Tsjaad ·
Tunesië ·
Turkije ·
Uruguay ·
Verenigde Arabische Emiraten ·
Wit-Rusland ·
Zambia ·
Zimbabwe ·
Zuid-Afrika ·
Zuid-Korea
FTF · Selecties · Togolees vrouwenelftal
1950 – 1959 · 
1960 – 1969 · 
1970 – 1979 · 
1980 – 1989 · 
1990 – 1999 · 
2000 – 2009 · 
2010 – 2019 ·
2020 − 2029
WK 2006
Algerije ·
Angola ·
Bahrein ·
Benin ·
Botswana ·
Bukina Faso ·
Centraal-Afrikaanse Republiek ·
Chili ·
Comoren ·
Congo-Bazzaville ·
Congo-Kinshasa ·
Denemarken ·
Djibouti ·
Egypte ·
Equatoriaal-Guinea ·
Ethiopië ·
Frankrijk ·
Gabon ·
Gambia ·
Ghana ·
Guinee ·
Guinee-Bissau ·
Iran ·
Ivoorkust ·
Japan ·
Kaapverdië ·
Kameroen ·
Kenia ·
Lesotho ·
Liberia ·
Libië ·
Liechtenstein ·
Luxemburg ·
Madagaskar ·
Malawi ·
Mali ·
Marokko ·
Mauritanië ·
Mauritius ·
Mozambique ·
Namibië ·
Niger ·
Nigeria ·
Oeganda ·
Oman ·
Paraguay ·
Rwanda ·
Sao Tomé en Principe ·
Saoedi-Arabië ·
Senegal ·
Sierra Leone ·
Soedan ·
Swaziland ·
Tsjaad ·
Tunesië ·
Verenigde Arabische Emiraten ·
Zambia ·
Zimbabwe ·
Zuid-Korea ·
Zuid-Soedan ·
Zwitserland
Frankrijk (2006) · 
Zuid-Korea (2006) · 
Zwitserland (2006)